# Hamid Samandarian

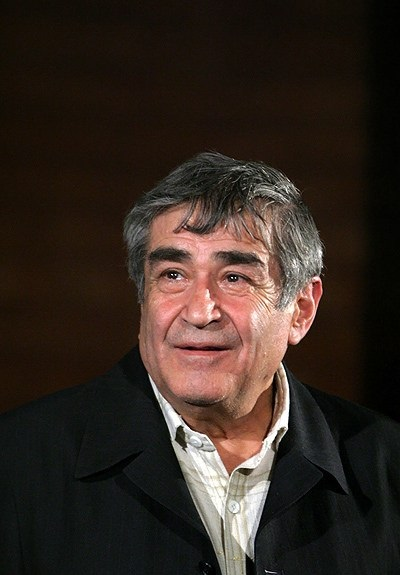
Hamid Samandarian

Hamid Samandarian (englische Transkription Hamid Samandarian, eigentlich  Hamid Samandariān; persisch حمید سمندریان, DMG Hamid Samandarian; * 6. Mai 1931 in Teheran; † 12. Juli 2012 ebenda) war ein Übersetzer sowie Regisseur des iranischen Kinos und Theaters. Er führte Regie unter anderem in mehreren Theaterstücken von Astrid Lindgren, in Jean-Paul Sartres Geschlossene Gesellschaft, Henrik Ibsens Gespenster, Tennessee Williams Stück Die Glasmenagerie und Friedrich Dürrenmatts Komödie Die Ehe des Herrn Mississippi. Seine Übersetzung von Bertolt Brechts Theaterstück Das Leben des Galilei erschien 2014.

## Lehrtätigkeit
Als Dozent in Workshops, Schauspiel- und Regiekursen bildete Samandarian viele iranische Schauspieler und Regisseure aus, darunter Ezzatolah Entezami, Reza Kianian, Gulab Adineh, Mehdi Hashemi, Shahab Hosseini, Hojat Baghai, Parviz Pourhosseini und Ahmad Aghalo. Verheiratet war er mit Homa Rusta, einen der berühmtesten iranischen Theater- und Kinoschauspielerin.